# ローン・レンジャー
『ローン・レンジャー』（The Lone Ranger）は、ジョージ・W・トレンドル、フラン・ストライカー原作の、西部劇を題材としたラジオドラマ。またそこから派生したコミック作品、テレビドラマ、劇場映画作品。

## 概要
1933年にラジオドラマが放送されて以来、アメリカン・コミックス化、映画化（1938年・1956年・1958年・1981年・2013年）、テレビドラマ化（1949年-1958年、全221話）、テレビアニメ化（1966年-1967年、全26話）もされた。米国においてはラジオのオリジナル版が抜群の知名度を誇っており、テレビ化された後も並行してラジオ版が製作され続けた。ラジオ版の終了は1954年で総エピソードは全2,956話におよび、その後も1960年頃まで再放送されていた。後述の名台詞も起源は全てラジオ版である。なお、ラジオ版はほぼ全てのエピソードが良い状態で保存されている。
日本ではテレビドラマ版が1958年からテレビ放映され、黒い仮面をつけた主人公が白馬にまたがった姿が、アメリカ版『鞍馬天狗』として親しまれた。ネット系列はKRT系列（1958年～1959年）→フジテレビ系列（1959年～1963年）。KRT時代は伊勢丹、フジテレビに移行してからはカバヤ食品が一社提供していた。また「週刊少年サンデー」（小学館）創刊と同時に、山田常夫によってコミカライズ版が連載された。
テレビアニメ版『まんがローン・レンジャー』は1967年8月21日から1968年2月12日までTBSテレビで全26話が月曜18:00 - 18:30枠で放送された。東京12チャンネルでも1969年5月6日から10月28日まで火曜18:00 - 18:30枠で放送された。
主人公ローン・レンジャーが愛馬シルバーを発進させる時の掛け声「ハイヨー、シルバー!（Hi-yo Silver）」や、相棒であるステレオタイプなインディアンの青年・トントの台詞「白人嘘つき。インディアン嘘つかない」（原語はHonest Injunであり、マーク・トウェインの小説にも見られる表現で米国の古い慣用句。これを訳す際に敢えて助詞を省く等、日本人が滑稽にアレンジしたもの。米国では特記すべき台詞とは見なされていない）、トントが主人公を呼ぶ言葉の「キモサベ」などの流行語を生んだ。ローンレンジャーとトントは、オーロラ社からプラモデルが発売されるほどの人気を得た。

### 「キモサベ」の意味
原作者フラン・ストライカーが使った「頼りになる相棒＝キモサベ (Ke-mo sah-bee) 」という言葉は、現代アメリカでは「kemo sabe」の綴りで非常にポピュラーな言葉となっている。しかし、ポタワトミ語だとされているこの言葉は、実際は由来がよくわかっていない。
ストライカーは、これを採用したのはラジオ・ドラマのディレクターのジム・ジュエルで、彼の義父が設立したキャンプ場の名として看板に「キモサベ」とあり、下に英語で“信頼できる奴”と書いてあったので、ジュエルがこれを採用したとしている。
またもう一方で、アメリカ民族学局（BAE）やスミソニアン協会は、これを南西部のテワ族インディアンの言葉だとしていて、ヤヴァパイ族の言葉で「kema」と「Sabe」は「友人」と「アパッチ族」を意味するとしている。
また、ジョン・D.ニコルズが編纂した「オジブワ族辞典」では、「Giimoozaabi（彼は覗き見する）」が語源だと説明している。サンディエゴ州立大学の言語学准教授ロブ・マルーフは、この「Giimoozaabi」が「潜入する人」、つまり「斥候」を意味するとしている。

### インディアンと「トント」
「トント」はスペイン語で「間抜け」という意味だが、原作者はトントは五大湖地方のインディアン部族、ポタワトミ族の出身であり、こちらの「トント」は彼らの言葉で「野性の人」という言葉だと主張している。ちなみに、ポタワトミ族は北東部の部族で、19世紀に部族の一部がオクラホマ州に強制移住された歴史があるが、主人公が活躍する南西部とは直接縁はない。また、アパッチ族には「トント」と呼ばれている支族があるが、こちらはスペイン語の「間抜け」が由来である。トントはインディアンが異言語部族間で使った「指言葉」を全く使用せず、どんな部族のインディアンとも白人とも通じる言語能力を持っている。

### ローン・レンジャー誕生
無法者キャンベンディッシュ一味を追跡中のテキサス・レンジャーたちは、一味に全滅させられてしまった。しかし、その中の若い隊員一人が、奇跡的に先住民のトントに助けられて生き残った。彼は、死んだテキサスレンジャーの隊長だった兄のチョッキから黒仮面を作り、ローン・レンジャーとなった。彼の拳銃の弾丸は純銀製だが、これは自分の持つ鉱山から掘り出した銀を使って作ったものである。(クレイトン・ムーア主演、テレビ版ローン・レンジャー第１回より)

## テレビドラマ
- 主題曲：「ウィリアム・テル序曲」（ジョアキーノ・ロッシーニ） - 日本ではローンレンジャーのテーマ曲だと思いこむ人が出るほど人気を博した[4]
- ローン・レンジャー：クレイトン・ムーア（Clayton Moore）日本語吹替：千葉順二→若山弦蔵→広川太一郎
- トント：ジェイ・シルヴァーヒールス（Jay Silverheels、彼はモホーク族である）日本語吹替：高城淳一

## テレビアニメ
- ローン・レンジャー：マイケル・ライ（Michael Rye）　日本語吹替：城達也
- トント：シェパード・メンケン（Shepard Menken）　日本語吹替：塩見竜介

小林修がローンレンジャーを担当している別のアニメシリーズも存在する。

## 映画

### ローン・レンジャー (1作目)
1938年製作。連続活劇。
- 配給:リパブリック・ピクチャーズ
- 話数:15話
- 監督：ウィリアム・ウィットニー、ジョン・イングリッシュ
- ローン・レンジャー：リー・パウエル
- トント：チーフ・サンダークラウド

### 西部の王者 ローン・レンヂャー
1956年製作。テレビドラマ版の映画化。
- 配給:ワーナー・ブラザース
- 上映時間:86分
- 監督：スチュアート・ヘイスラー
- ローン・レンジャー：クレイトン・ムーア
- トント：ジェイ・シルヴァーヒールス
- 内容:有力者キルゴアがインディアン居留区にある銀山を手中に収めるためインディアンとの戦争を仕組むが、ローン・レンジャーとトントの活躍により阻まれる。

### ローン・レンジャー 失われた黄金郷
1958年製作。劇場未公開。テレビドラマ版の映画化第2弾。
- 配給:ユナイテッド・アーティスツ
- 上映時間:82分
- 監督：ロバート・シャーファー、エリック・フリィーワルド
- ローン・レンジャー：クレイトン・ムーア
- トント：ジェイ・シルヴァーヒールス
- 内容:サンドリアという土地が舞台。ヘンダーソン夫人は黄金郷（実は金で出来た鍾乳洞）の伝説にとり憑かれ、場所を記したペンダントを入手するため悪事を重ねるが、ローン・レンジャーとトントの活躍により阻まれる。なお劇中でローン・レンジャーは一度覆面を外している。

### ローン・レンジャー (4作目)
- 監督：ウィリアム・A・フレイカー
- ローン・レンジャー：クリントン・スピルスベリー
- トント：マイケル・ホース

### ローン・レンジャー (5作目)
- 監督：ゴア・ヴァービンスキー
- ローン・レンジャー：アーミー・ハマー
- トント：ジョニー・デップ